# Sammlung Löffler
Die Sammlung Werner Löffler, auch Löffler Collection genannt, ist eine Privatsammlung von historischen Sitzmöbeln aus drei Jahrhunderten im mittelfränkischen Reichenschwand. Mit über 2000 Exponaten zählt sie zu den größten in Europa.

## Geschichte
1987 erwarb Werner Löffler, Geschäftsführer der Löffler GmbH, das erste Exponat, den Sessel Theodora von Ettore Sottsass. Es folgten Exponate von Bär + Knell, Günter Beltzig, Marcel Breuer, Tom Dixon, Charles und Ray Eames, Frank O. Gehry, Willy Guhl, Josef Hoffmann, Grete Jalk, Richard Riemerschmid, Claudio Salocchi, Philippe Starck, Gebrüder Thonet, Otto Wagner. Große Aufmerksamkeit legt Werner Löffler auf eine wissenschaftliche Dokumentation, die Auskunft gibt über Entwerfer, Hersteller und geschichtliche Hintergründe der Entwicklung der einzelnen Exponate.

Unter Begleitung von Kuratorin Simone Krach-Kestin und Heidemarie Leitner, beide M. A., wurden die Exponate der 1960er, 1980er und 1990er Jahre sowie aus Stilepochen ab dem 19. Jahrhundert wissenschaftlich aufbereitet. 
 Sie werden seit Oktober 2010 der Öffentlichkeit präsentiert.

## Ausstellungen
- Kunstmuseum Ahlen, „I am a chair“, 17. Februar – 1. Mai 2018[1]
- Heinrich-Neuy-Bauhaus-Museum, Steinfurt: Bauhaus-Dialoge – Stühle aus der Löffler Collection,  23. September 2018 – 20. Januar 2019[2]
- Grassi Museum für Angewandte Kunst, Leipzig: BESESSEN – Die geheime Kunst des Polsterns,  24. November 2022 – 26. März 2023[3]